# Huitepec Ocotal Sección I
Huitepec Ocotal Sección I är en ort i Mexiko.   Den ligger i kommunen San Cristobal De Casas och delstaten Chiapas, i den sydöstra delen av landet, 700 km öster om huvudstaden Mexico City. Huitepec Ocotal Sección I ligger 2 332 meter över havet och antalet invånare är 291.
Terrängen runt Huitepec Ocotal Sección I är kuperad åt nordost, men åt sydväst är den bergig. Runt Huitepec Ocotal Sección I är det tätbefolkat, med 459 invånare per kvadratkilometer. Närmaste större samhälle är San Cristóbal de las Casas, 4,0 km öster om Huitepec Ocotal Sección I. Omgivningarna runt Huitepec Ocotal Sección I är en mosaik av jordbruksmark och naturlig växtlighet.